# Cojasca (gmina)
Cojasca – gmina w Rumunii, w okręgu Dymbowica. Obejmuje miejscowości Cojasca, Fântânele oraz  Iazu. W 2011 roku liczyła 8276 mieszkańców, z których 77,8% było pochodzenia romskiego, a 22,2% Rumunami.